# Anthene adherbal
Anthene adherbal är en fjärilsart som beskrevs av Paul Mabille 1877. Anthene adherbal ingår i släktet Anthene och familjen juvelvingar. Inga underarter finns listade i Catalogue of Life.